# Eliézer Yehouda Finkel (Jérusalem)
Ne doit pas être confondu avec Eliézer Yehouda Finkel (Pologne et Jérusalem).
Pour les articles homonymes, voir Finkel.

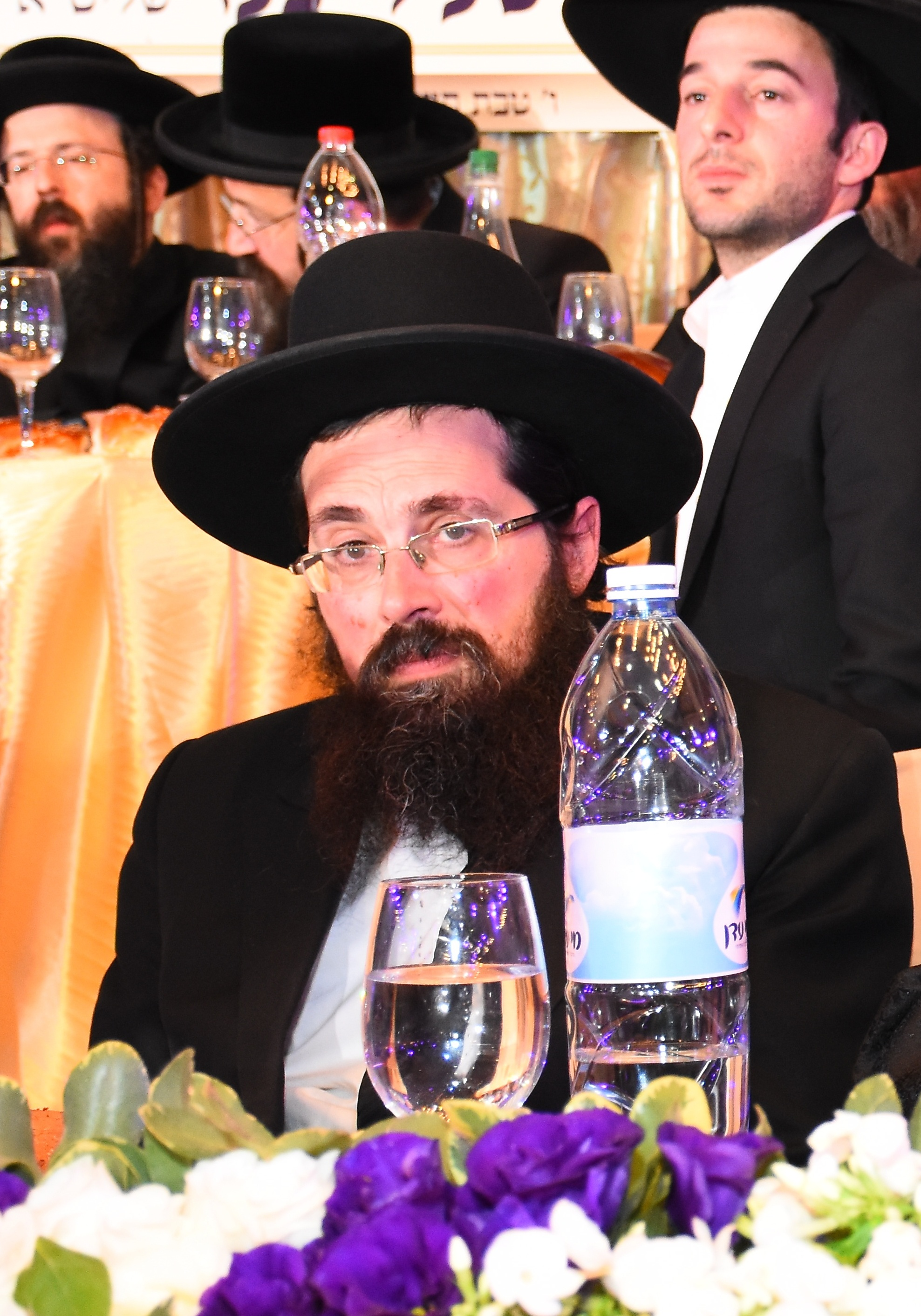

Eliézer Yehouda Finkel (appelé aussi Leizer Yudel Finkel)  est un rabbin juif orthodoxe et Rosh Yeshiva de la Yeshiva de Mir à Jérusalem,, qui est considérée comme la plus grande yeshiva d'Israël et au monde, avec un corps étudiant de 6 000 étudiants. Il accède au poste de Rosh Yeshiva succédant à son père, le rabbin Nathan Tsvi Finkel, qui est décédé subitement le 8 novembre 2011.

## Biographie
Le rabbin Finkel porte les prénoms de son grand-père maternel, le rabbin Eliézer Yehouda Finkel, connu comme «Reb Leizer Yudel", le Rosh Yeshiva de la Yeshiva de Mir en Pologne en 1917 et qui rétablit la yeshiva à Jérusalem, pendant la Seconde Guerre mondiale alors que la plus grande partie des membres de la Yeshiva était en exil, en Extrême-Orient. Son arrière-grand-père est le célèbre chef du Mouvement du Moussar, le Alter de Slabodka.